# Знамя (газета)
«Зна́мя» — калу́жская областная политико-общественная и литературная газета. Старейшее в регионе печатное издание. Выходит с августа 1917 года. Одно из популярных и компетентных изданий Калуги и области.
Средний тираж — 9750 экземпляров.

## История
Основана социал-демократами Калуги на первой губернской конференции в июле 1917 года под названием «Рассвет». В состав редакционной коллегии вошли Н. В. Борисов, П. Я. Витолин и П. Ф. Шелковский. Главным редактором был избран известный революционер Пётр Витолин.
Первый номер газеты вышел 6 (19) августа 1917 года. Изначально Калужским губернским комитетом РСДРП(б) также издавались газеты «Калужская правда» и «Революция и коммуна», однако в сентябре их выпуск был прекращён, а единственным печатным органом калужских большевиков стал «Рассвет».
До октябрьской революции 1917 года печаталась в виде бюллетеня небольшого формата на 6—8 страницах. Первоначально издавалась в типографии «Доверие», располагавшейся на Никитском переулке (в настоящее время — улица Карпова, д. 25).
В следующем году (22 мая), решением бюро губернского комитета РКП(б) переименована в газету «Коммуна».
Являясь официальным органом губернского бюро и Калужского комитета РСДРП(б), газета выполняла функции по печатной пропаганде проводившейся политики. Так, после посещения Калуги Демьяном Бедным 11 и 12 ноября 1921 года на страницах Коммуны были опубликованы его фельетоны «Вольная торговля» и «В Калуге», направленные против спекуляции и частной торговли.
Издание помогало решать наиболее значимые проблемы Калужской губернии, в частности ликвидации безграмотности: из-за нехватки букварей «Коммуна» издавала специальное еженедельное приложение, которое использовалось как учебное пособие в школах грамоты.
1930-е годы стали одними из самых трагичных в истории газеты: многие редакторы, журналисты и сотрудники были репрессированы. Вместе с тем, сама «Коммуна» следовала «линии партии», публикуя материалы с «разоблачениями врагов народа». Заметно снизился уровень её статей.
Единственный перерыв в издании газеты случился в период оккупации Калуги немецко-фашистскими войсками в годы Великой Отечественной войны. Последний перед вторжением фашистских войск в город номер вышел 4 октября 1941 года. Однако, уже 3 января 1942 года, то есть всего лишь через три дня после освобождения Калуги советскими войсками, газета «Коммуна» вышла вновь.
С 13 августа 1944 года издаётся под названием «Знамя».
Именно в издательстве «Знамя», в газете «Молодой ленинец» начинал свой творческий путь Булат Окуджава. В 1952—1953 годах он преподаёт в школе № 5 города Калуги. Здесь Окуджава подрабатывал корреспондентом и литературным сотрудником калужских областных газет «Знамя» и «Молодой ленинец». На страницах этих газет регулярно появлялись его стихи. Первый поэтический сборник Окуджавы: «Лирика» был издан в издательстве газеты «Знамя» в 1956 году.
С 1958 по 1985 года (то есть в течение 27 лет — больше, чем кто-либо) главным редактором был Александр Петрович Бекасов. Под его руководством особое внимание уделялось письмам читателей, на основании которых готовились журналистские материалы «с места событий». В рубрике «Литературные страницы», кроме Окуджавы, также публиковались Александр Николаевич Авдонин, Валентин Алексеевич Волков, Алексей Петрович Золотин, Анатолий Николаевич Кухтинов, Рудольф Васильевич Панфёров, Николай Васильевич Панченко, Сергей Фёдорович Питиримов. Тираж газеты достиг максимального в её истории — 90 тысяч экземпляров.
18 августа 1967 года газета награждена орденом «Знак Почёта».
В ноябре 1972 года редакция переехала из здания калужской типографии (г. Калуга, площадь Ленина, д. 5) в специально построенный для СМИ региона «Дом печати» по адресу: г. Калуга, переулок Почтовый, д. 4 (со 2 ноября 1972 года переименованном в улицу Марата, д. 10).
В период реформ конца 1980-х годов редакция не меняет своего курса и остаётся официальным печатным органом Калужского обкома КПСС. Создание решением депутатов Калужским областным советом народных депутатов новой не партийной или ведомственной, а «народной» газеты «Весть», первый номер которой вышел 5 января 1991 года, привело к массовому уходу журналистов из редакции «Знамя».
Трагическим событием в истории газеты «Знамя» стало совершённое в её редакции 11 января 1991 года убийство: уголовник и антикоммунист Владимир Воронцов застрелил главного редактора Ивана Ивановича Фомина и ранил фотокорреспондента Геннадия Головкова. Свои действия Воронцов, до убийства проведший 10 лет в местах лишения свободы за драки и разбойные нападения, объяснил политико-идеологическими мотивами. В 1992 году он был приговорён к смертной казни и через несколько лет расстрелян.
В память об Иване Ивановиче Фомине в Калужской области с 1997 года вручается ежегодная премия в области журналистики, названная его именем.
С 2003 года в качестве главного редактора газету возглавлял выпускник КГПУ имени К. Э. Циолковского Алексей Слабов. В настоящее время главным редактором издания является Виктория Эриховна Алексеева.

## Награды
- Орден «Знак Почёта» (1967).
- Почётная грамота Президиума Верховного Совета РСФСР (1977)[22].

## Статьи и публикации
- Ирина Павликова. «Знаменке» – 90! // «Государственный интернет-канал «Россия» : Информационный портал. — 2007. — 16 августа.
- Валерий Продувнов. В те страшные дни // Калужская неделя : газета. — 2011. — 13 ноября (№ 40). — С. 25.
- Валерий Продувнов. Прифронтовой 42-й // Калужская неделя : газета. — 2012. — № 1-3.
- Алексей Слабов. Обзор Калужской прессы за 16 августа 2007 г : Момент истины // Администрация Губернатора Калужской области : информационно-аналитический портал. — 2007. — 16 июля. — Дата обращения: 01.12.2016.
- Терентьева Л. А. Из истории культурного строительства в Калужской области в годы Советской власти // Третья краеведческая конференция Калужской области. 26-28 мая 1972 г. (тезисы докладов). Калуга-Обнинск : материалы. — 1971. — С. 233.